# Aphrodite Terra
Aphrodite Terra is een van de drie continentale regio's op de planeet Venus, de andere zijn Ishtar Terra en Lada Terra. 
Deze landmassa werd door de International Astronomical Union (IAU) genoemd naar de Griekse liefdesgodin Aphrodite, de tegenhanger van Venus in de Romeinse mythologie. Aphrodite Terra ligt net ten zuiden van de evenaar en strekt zich in oost-west richting uit over meer dan 9500 kilometer. Aphrodite Terra is ongeveer zo groot als Afrika en wordt gedomineerd door drie tesserae, gescheiden door twee zadelachtige depressies. Een zadel wordt doorkruist door diepe kloven of troggen (Diana Chasma en Dali Chasma). De terra wordt ook doorsneden door een opmerkelijke boogvormige trog (Artemis Chasma) die een bijna volledige cirkel vormt op het zuidelijke grensgebied van Aphrodite Terra. Deze troggen zijn waarschijnlijk van tektonische oorsprong. De bergachtige plateaus zijn vrij ruw met complexe richels en elkaar kruisende breuken zoals andere tesserae, geïsoleerde pieken stijgen tot 8000 meter boven de omringende laagvlakten. Een paar grote vulkanen zijn verspreid over het oostelijke plateau van Aphrodite Terra (Atla Regio), waaronder Maat Mons, de hoogste vulkaan op de planeet, maar over het algemeen heeft Aphrodite Terra minder vulkanen dan de aangrenzende regio's.

## Fotogalerij

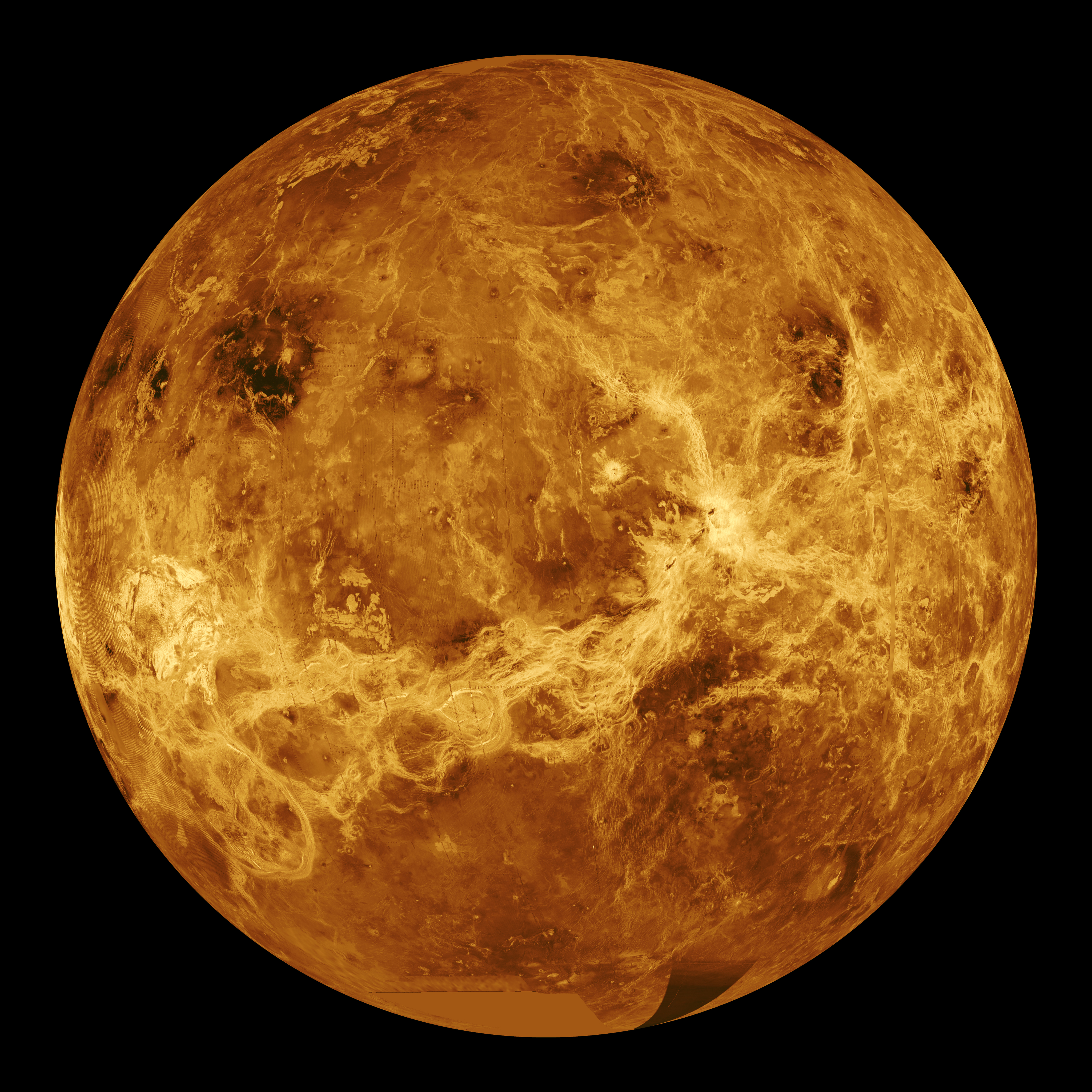
Radarbeeld van het oppervlak van Venus.
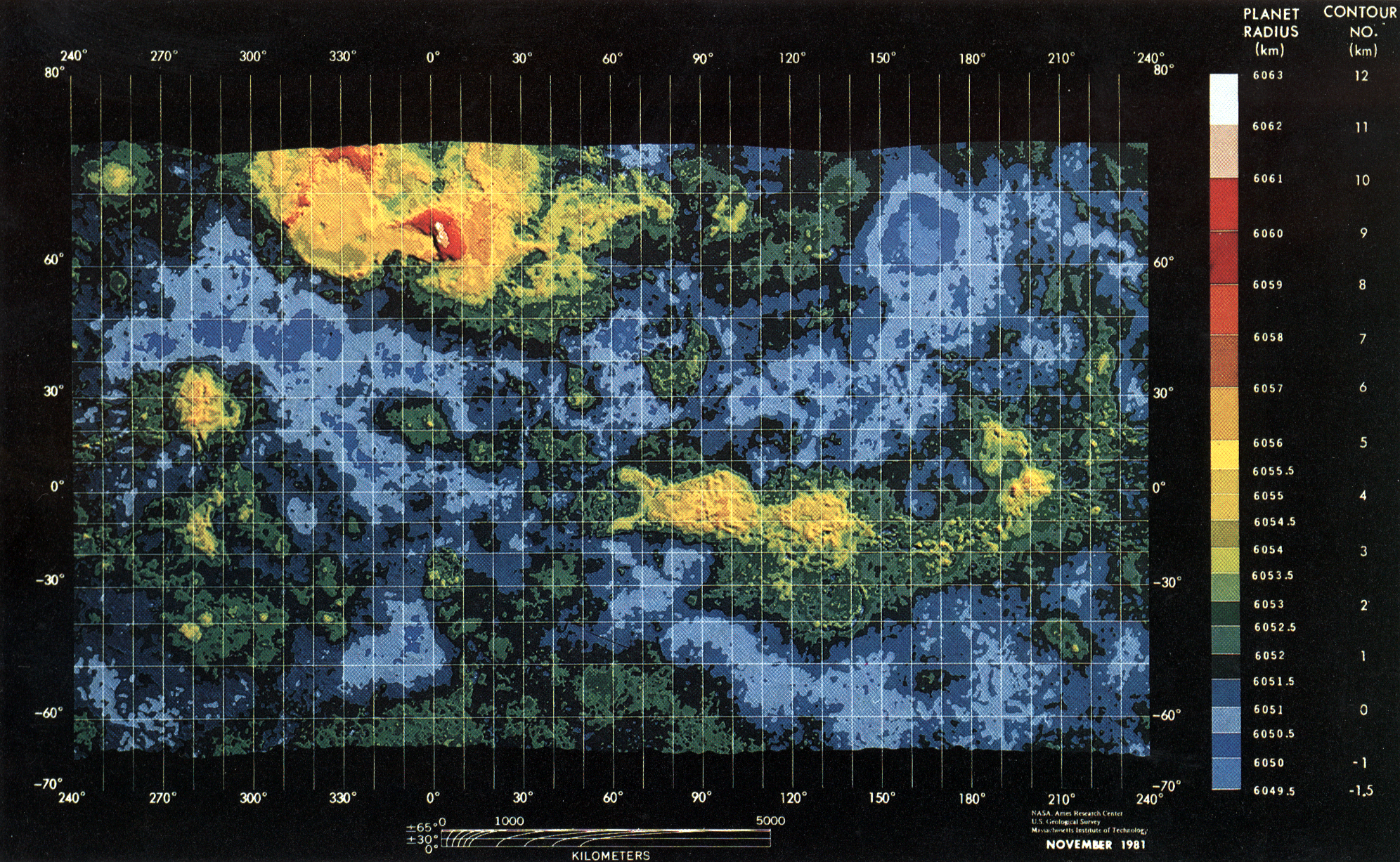
Kleurgecodeerde hoogtekaart, met de verhoogde "continenten" in het geel: Aphrodite Terra bevindt zich net onder de evenaar aan de rechterkant. Radarbeelden van de Pioneer Venus Orbiter.